# Consiglio degli Ulema sunniti
Il Consiglio degli Ulema dell'Islam (in arabo: هيئة علماء المسلمين , "Hayat Al-Ulama Al-Muslimin") è stato la principale associazione dei religiosi sunniti in Iraq all'indomani della caduta del regime di Saddam Hussein. 
L'associazione era di tendenza conservatrice e rappresentava la continuità dell'élite religiosa sunnita del precedente regime. Pur contestando fortemente il Consiglio di governo iracheno e il processo politico a guida americana sorto dall'invasione, l'associazione ha collaborato con le organizzazioni internazionali per la liberazione degli ostaggi civili occidentali.
Nell'immediato dopoguerra molti suoi membri hanno subito attentati da parte delle forze dell'opposizione irachena, mentre il potere dell'associazione, che si basava sul controllo delle moschee del Paese, è andato scemando nella misura in cui le moschee furono riconquistate dalla nuova amministrazione. 
Il presidente dell'associazione era lo Sheikh Harith al-Dhari, mentre tra i suoi portavoci vi erano Muthanna al-Dhari, Mohammad Bashar al-Faydi, Abdul Salam Al-Kubaysi e Umar Raghib.

## Storia

### Durante la guerra in Iraq
Il Consiglio degli ulema ha contestato il governo provvisorio formato dalle forze occupanti, e ha considerato illegittimo il processo politico fintanto che l'Iraq restasse sotto occupazione. L'associazione ha dichiarato: "una vera democrazia è impossibile sotto occupazione", condannando a più riprese le operazioni militari americane contro la popolazione irachena sunnita, come a Falluja e a Samarra, dichiarando che "mettere a ferro e fuoco per preparare le elezioni è un metodo sbagliato".
Gli ulema hanno anche denunciato una campagna di uccisioni mirate contro di loro, a causa della propria opposizione alla presenza americana, come quella il 19 settembre 2004 dello sheikh Hazem Zeidi, imam della moschea sunnita al-Sajjad nel quartiere sciita Sadr City di Baghdad e figura di coordinamento tra i religiosi sunniti e sciiti, e dello sheikh Muhammad Jadu fuori la moschea Kawthar, nel quartiere occidentale Baya di Baghdad.
Gli ulema hanno anche condannato gli attacchi compiuti da sigle Jihādiste sui civili, come quelli alle chiese di Baghdad nell'ottobre 2004, e di Mosul in dicembre, definendoli "criminali", e dichiarando che non si tratta di iracheni ma di combattenti stranieri, né di "alcun musulmano che crede in Dio", ma di chi "cerca di seminare zizzania tra figli di una stessa patria, servendo gli interessi degli occupanti"; ed hanno collaborato al rilascio di ostaggi occidentali, come i giornalisti francesi Christian Chesnot e Georges Malbrunot nell'agosto 2004, la giornalista francese Florence Aubenas e la guida irachena Hussein Hanun nel gennaio 2005, la giornalista italiana Giuliana Sgrena nel febbraio 2005, negando l'esistenza e la legittimità di alcuna sedicente "organizzazione del jihād islamico".

### Partecipazione politica
Allorché il Partito Islamico Iracheno annunciò, il 7 dicembre 2004, di voler prendere parte alle prime elezioni generali del gennaio 2005, dal momento che "è una formazione che ha preso parte sin dall'inizio al processo politico", il Consiglio degli ulema ribadì il 10 dicembre, attraverso il portavoce Bashar al-Faydhi, che la popolazione sunnita in maggioranza "rifiuta di partecipare alle elezioni", per protesta contro le operazioni militari nelle regioni sunnite. Il 27 dicembre, anche il Partito Islamico Iracheno, attraverso il segretario Mohsen Abdel Hamid, convenne che "le condizioni di sicurezza non rendono possibile ai sunniti partecipare al voto" e che la persistenza delle violenze rende impossibile "una consultazione libera ed equa", ritirando di conseguenza la propria partecipazione alle elezioni. L'appello degli ulema per il boicottaggio delle elezioni, in protesta contro il persistere della presenza straniera nel Paese, venne quindi raccolto dalla maggioranza dei sunniti, con oltre 46 partiti e organizzazioni e 180 personalità irachene. All'indomani delle stesse, il portavoce Umar Raghib affermò che "gli ulema sunniti non riconoscono alcuna legittimità a queste elezioni", perché "si sono svolte sotto occupazione", e che "il tasso di partecipazione non è così alto come si pretende, e l'immagine data dai giornalisti non è reale perché i rappresentanti della stampa non hanno avuto accesso che a cinque seggi".
Tuttavia il Partito Islamico Iracheno, dopo un'iniziale campagna per il "no" al referendum di approvazione della Costituzione irachena (ottobre 2005), optò in seguito per il "sì" e per il rientro nel processo politico, partecipando alle successive elezioni legislative del dicembre 2005. L'associazione degli ulema invece continuò a non riconoscere le istituzioni fintanto che persistessero forze occupanti straniere, legittimando una "resistenza onorevole", come distinta dal "terrorismo". Ad esempio, in occasione del proclama del leader di Al-Qaida in Iraq, Abu Musab al-Zarqawi, per una "guerra a tutto campo agli sciiti", l'ulema Abu Bashir al-Tarusi si oppose sostenendo che "sebbene gli sciiti possano aver provocato una guerra settaria...la legge islamica non giustifica l'uccisione in base all'affiliazione confessionale " né il "farsi giustizia da sé" e che tali attacchi avrebbero causato la perdita di credibilità nel mondo islamico della "legittima resistenza irachena".

### Declino
Sotto la pressione delle milizie sunnite filoamericane Sahwa contro Al-Qaida in Iraq, anche la resistenza irachena fu colpita e con essa l'associazione degli ulema, colpevole di averle dato una legittimazione religiosa. Nel novembre 2006 il governo iracheno emise un mandato di arresto contro Harith al-Dhari, già all'estero da un anno.
Nell'aprile 2007, oltre quaranta ulema iracheni si riunirono ad Amman, in Giordania, formando un Consiglio Iracheno degli Ulema, con il compito di emettere fatwe contro al-Qaida in Iraq, i cui attentati erano ormai diretti anche verso i sunniti che collaboravano col governo iracheno e verso le milizie Sahwa. Il Presidente fu lo sheikh Abdul Malik al-Saadi, che l'associazione di Dhari ha continuato a riconoscere come proprio membro onorevole, mentre il portavoce a Baghdad fu lo sheikh Ahmed Abdul-Ghafur, dall'agosto 2005 a capo dell'Ufficio del Waqf sunnita e imam della moschea Umm al-Qura.
Nel maggio 2007 anche Harith al-Dhari prese le distanze da Al Qaida, condannandone le pratiche terroristiche, come attacchi su civili iracheni e rapimenti di ostaggi stranieri, pur continuando a sostenere la resistenza irachena e la necessità delle truppe straniere di lasciare l'Iraq, dichiarando che "la sofferenza dell'Iraq non terminerà fin quando non cessi l'occupazione" e che essa "è la causa della miseria e sofferenza irachene, ed agisce come copertura e benzina per l'azione di cani sciolti".